# 1890 no cinema

## Principais filmes estreados
- Monkeyshines, No. 1, de William K.L. Dickson e William Heise
- Monkeyshines, No. 2, de William K.L. Dickson e William Heise
- Monkeyshines, No. 3, de William K.L. Dickson e William Heise
- London's Trafalgar Square, de Wordsworth Donisthorpe e William Carr Crofts
- Traffic in King's Road, Chelsea, de William Friese-Greene

## Nascimentos
| Data | Nome | Profissão | Nacionalidade | Observações | Ref |
| ---- | ---- | --------- | ------------- | ----------- | --- |

## Mortes
| Data           | Nome            | Profissão | Nacionalidade | Observações | Ref |
| -------------- | --------------- | --------- | ------------- | ----------- | --- |
| 16 de setembro | Louis Le Prince | cineasta  | França        | n. 1842     |     |